# Über den Umgang mit Menschen

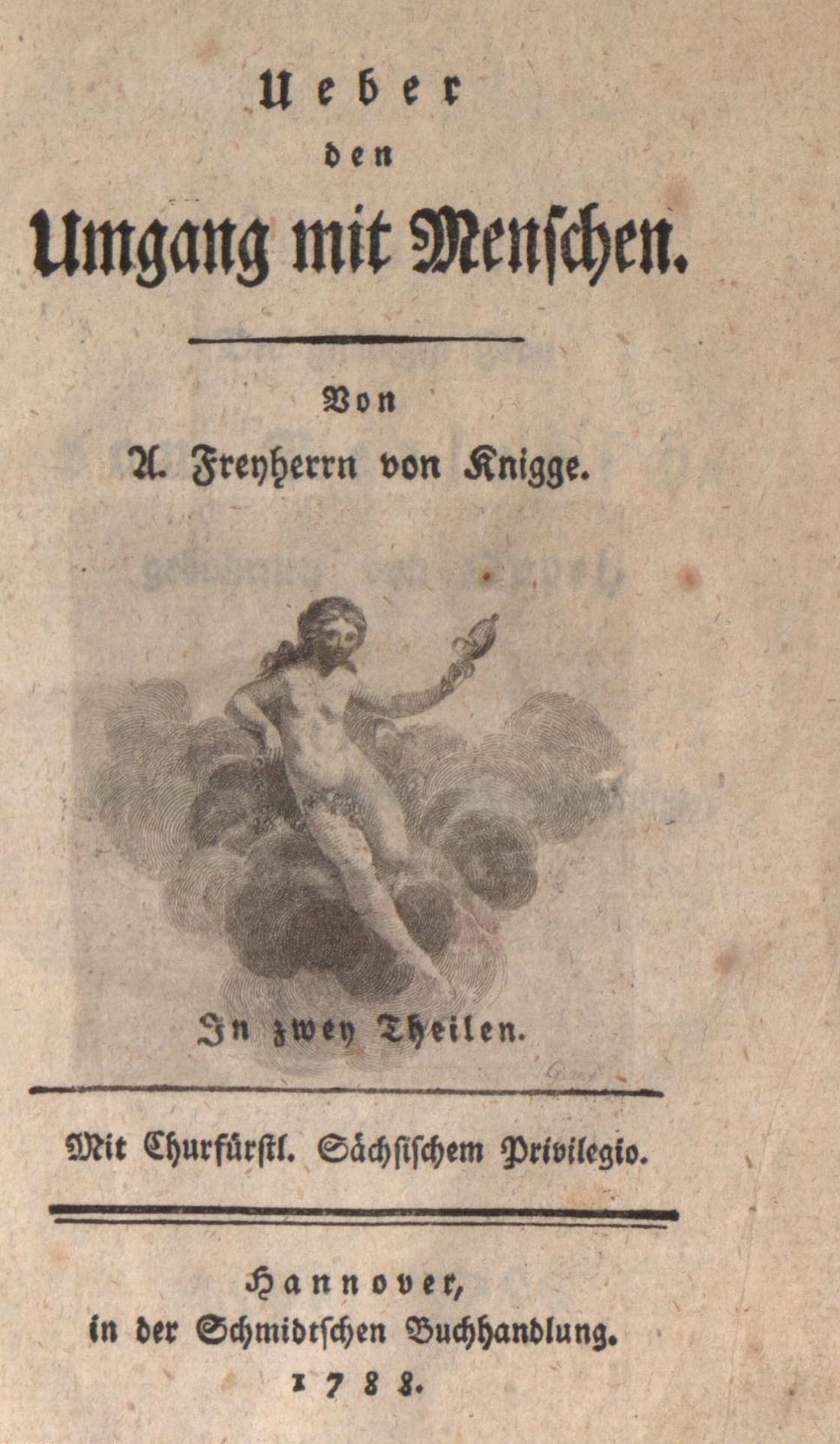
Okładka pierwszego wydania książki

Über den Umgang mit Menschen ("O obchodzeniu się z ludźmi") – najbardziej znana książka, jaką w 1788 roku napisał i wydał hanowerski pisarz i kompozytor baron Adolph Franz Friedrich Ludwig Knigge, którego nazwisko jest dziś w Niemczech synonimem reguł savoir-vivre’u. "Knigge" znaczy tam "podręcznik dobrego zachowania".
Über den Umgang mit Menschen było to coś więcej niż podręcznik dobrego wychowania. Zawierało studium ludzkich charakterów i zalecało branie pod uwagę różnic, takich jak wykształcenie, charakter i wiek przy "obchodzeniu się z ludźmi", wobec czego była pracą niemal socjologiczną. Dotychczas nie została przetłumaczona na język polski.
Jego potomek baron Moritz Knigge wydał w 2004 unowocześnioną wersję dzieła przodka: Spielregeln. Wie wir miteinander umgehen sollten (pol. Reguły gry. Jak powinniśmy się ze sobą nawzajem obchodzić).